# Heinz Freitag (Synchronregisseur)
Heinz Freitag (* 11. April 1941 in Berlin; † 13. März 2018 ebenda) war ein deutscher Synchronregisseur und -autor.

## Leben
Freitag wuchs in Berlin-Spandau auf, wo er das Abitur erlangte. Er nahm Schauspielunterricht bei Paul Günther und verbrachte zunächst einige Jahre an den Städtischen Bühnen in Köln und schrieb Texte für das dortige Kabaretttheater „Die Machtwächter“. Nach Stationen als Produktions- und Regieassistent, sowie Liedtexter und Drehbuchautor kam er in den 1970er Jahren zum Synchron.
Freitag war bis zu seinem Tod einer der gefragtesten und meistbeschäftigten Synchronregisseure in Deutschland, er war u. a. für die Bearbeitung der Serien Hart aber herzlich, Hör mal, wer da hämmert (1. TV-Synchronisation für die ARD), Die Munsters, Yes Minister oder Transparent zuständig. Die Liste der von ihm bearbeiteten Titel umfasst mehr als 300 Filme und beinhaltet Werke wie Der Elefantenmensch, Die Hexen von Eastwick, Der Pianist, sowie Nashville von Robert Altman. Weitere Höhepunkte seiner Arbeit waren Twin Peaks – Der Film, Oldboy, The Broken Circle, Fahrenheit 9/11, The Square, die Arbeiten von Henry Jaglom, Zhang Yimou (u. a. Rotes Kornfeld und Hero) und Chen Kaige sowie Moloch von Sokurow. Mit István Szabó und dem Berliner Produzenten Manfred Durniok verband ihn seit der Arbeit an Mephisto eine lebenslange Freundschaft, die zur Synchronisation aller Szabó-Filme führte. Er war auch für die spätere Bearbeitung der Hart-aber-herzlich-Filme verantwortlich.
Freitag starb am 13. März 2018 im Alter von 76 Jahren in Berlin. Er war verheiratet und hat eine Tochter.

## Auszeichnungen
- 2003: Deutscher Preis für Synchron in der Kategorie Filmsynchron bei Co-Produktionen und Beste Synchronregie für Der Pianist
- 2008: Deutscher Preis für Synchron in der Kategorie Herausragende Synchronregie für Die History Boys – Fürs Leben lernen[6]